# Matadi

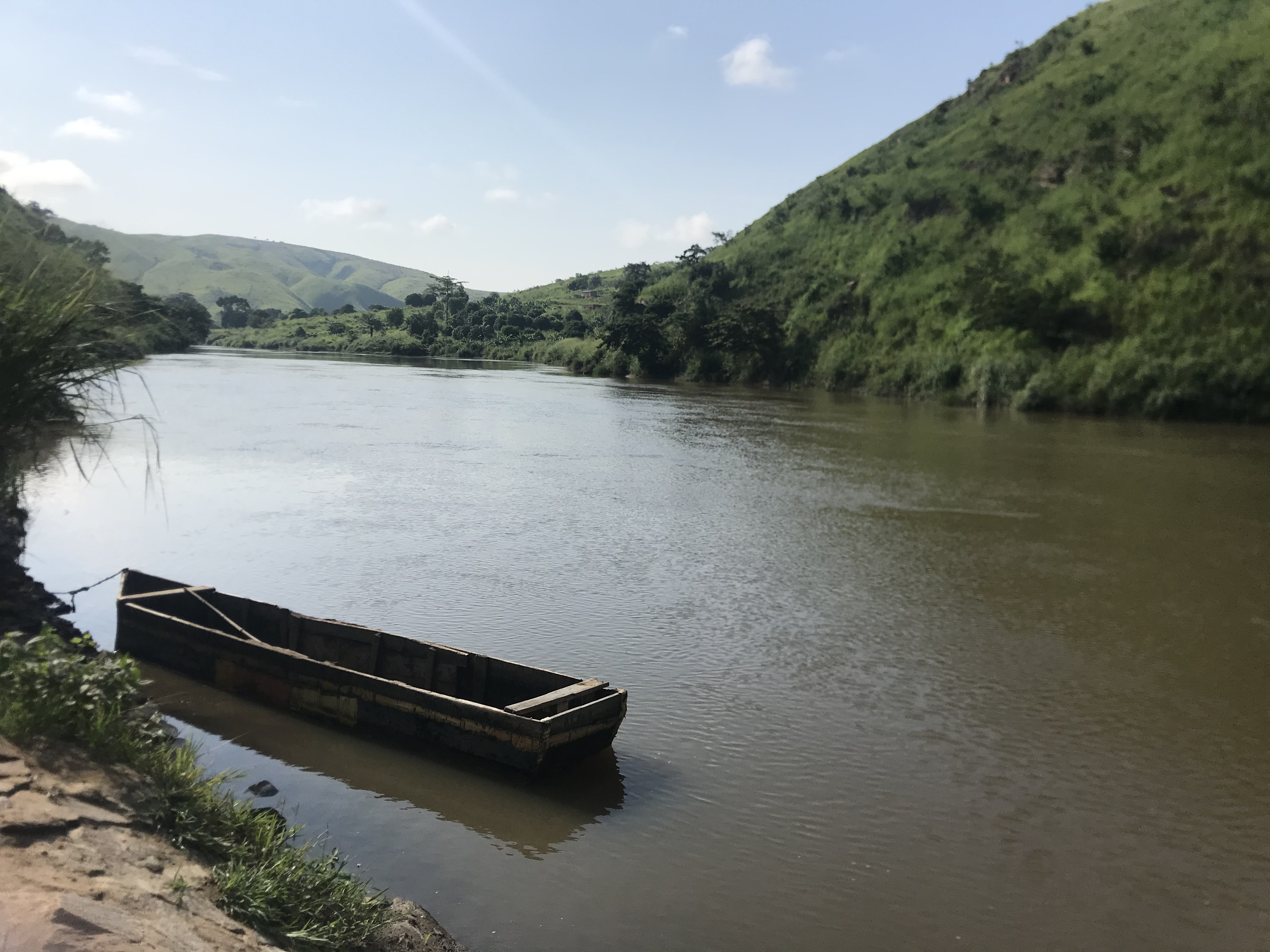
El río Mpozo en Matadi.

Matadi es el principal puerto de la República Democrática del Congo y la capital de la provincia de Bajo Congo. Tiene una población de 245.862 habitantes (2004). Está situada en la orilla izquierda del río Congo, a mitad de camino entre el océano Atlántico y la capital del país, Kinsasa. La ciudad fue fundada por Henry Morton Stanley en 1879.

## Historia
Matadi fue fundado por Sir Henry Morton Stanley en 1879. Tenía una importancia estratégica porque era el último puerto navegable aguas arriba del río Congo; se convirtió en el puerto interior más lejano del Estado Libre del Congo. La construcción del Ferrocarril Matadi-Kinshasa (construido entre 1890 y 1898) hizo posible el transporte de mercancías desde lo más profundo del interior del Congo hasta el puerto de Matadi, estimulando a la ciudad a convertirse en un importante centro comercial. Los intereses comerciales portugueses y franceses de África occidental influyeron en la arquitectura y el diseño urbano de la ciudad, que tomó prestado de las colonias vecinas en Angola y Congo-Brazzaville.

## Cultura
La palabra Matadi significa "piedra" en lengua kikongo. La ciudad está construida sobre empinadas colinas, y un "dicho" local asegura que para vivir en Matadi es necesario conocer los verbos "subir", "bajar" y "sudar". Río arriba hay una serie de cuevas, llamadas "roca de Diogo Cão", en las que hay inscripciones hechas por el explorador portugués en 1485 para marcar el límite de sus viajes remontando el río Congo. 
Cerca de la ciudad se encuentran también el monte Cambier y las cataratas de Yellala.

## Infraestructuras
La central eléctrica del río Mpozo suministra energía a la ciudad. Una línea de ferrocarril la conecta con Kinshasa, a 350 km de distancia. El puerto, uno de los más importantes de África, es plenamente navegable y es el punto de importación y exportación más importante de todo el país. Las principales exportaciones son el café y la madera. La compañía pesquera estatal "Pemarza" utiliza el puerto para proveer de pescado a la capital. El aeropuerto de Tshimpi, cerca de la ciudad, no está, según se informa, en activo. El río es atravesado por un puente de 722 m, con línea de ferrocarril y carretera, construido en 1983. En una colina cercana hay un monumento a los constructores del ferrocarril Matadi-Kinshasa. 